# Lean Leadership
Der Ursprung von Lean Leadership liegt im Lean Management und wurde durch das Führungskräfteentwicklungsmodell bei Toyota bekannt (Lean Leadership-Development-Modell). Das Führungsverständnis bei Lean Leadership und damit auch von Hoshin Kanri (Policy Deployment) unterscheidet sich stark von den herkömmlichen Führungsmodellen und Managementstilen.

## Kernidee
- Lean Leadership zeichnet sich dadurch aus, dass neben dem Verbessern der Unternehmensprozesse (u. a. „Verschwendung vermeiden“, „Wertschöpfung steigern“) verstärkt der Faktor Mensch berücksichtigt wird. Es gilt das Motto: „Befähigen statt belehren“.
- Lean Leadership zielt darauf ab, sukzessiv die Fähigkeit der Führungskräfte zum Entwickeln ihrer eigenen Kompetenz und der ihrer Mitarbeiter zu erhöhen, damit nicht nur die akuten Probleme richtig gelöst werden, sondern auch die Kompetenz zur kontinuierlichen Verbesserung der Leistung der gesamten Organisation steigt.
- Lean Leadership verfolgt das übergeordnete Ziel, in der Organisation gute Problemlösungsabläufe zu etablieren, so dass das Erreichen der Ziele ein natürlicher Prozess wird.

## Das Lean Leadership-Development-Modell
Unternehmen, die Lean Leadership praktizieren, gehen beim Identifizieren und Entwickeln ihrer Führungskräfte sehr systematisch vor. Sie orientieren sich dabei an einem Führungskräfteentwicklungsmodell, das folgende Stufen umfasst:
• Sich als Führungskraft selbst entwickeln: Eine (zukünftige) Kernkompetenz von Führungskräften ist die Fähigkeit, das eigene Verhalten und Wirken zu
reflektieren und die eigene „Performance“ systematisch zu erhöhen. Deshalb ist die erste Stufe der Führungskräfteentwicklung die eigene Entwicklung.
• Andere coachen und entwickeln: Die zweite Stufe ist es, sich als Führungskraft der Kernaufgabe anzunehmen, andere Personen zu entwickeln – mit dem übergeordneten Ziel, dass diese ihrerseits die Kompetenz erwerben, ihr Verhalten und ihr Wirken zu reflektieren und sich zu entwickeln (was wiederum die Führungskräfte entlastet).
• Tägliches Kaizen unterstützen: Die ersten beiden Stufen betreffen hauptsächlich die individuelle Führung. Ab der dritten Stufe steht die Institution im Zentrum. Das heißt, nun geht es darum, Gruppen von Mitarbeitern (Team, Abteilungen, Bereiche) in eine Richtung auszurichten und das Aufrechterhalten und Verbessern von Kaizen sicherzustellen.
• Eine Vision schaffen und die Ziele abstimmen: In die letzte Entwicklungsstufe sind idealerweise alle Führungskräfte und die gesamte Organisation eingebunden. Sie beinhaltet, dass alle Aktivitäten so aufeinander abgestimmt werden, dass die herausfordernden Unternehmensziele erreicht werden (Hoshin Kanri). Das setzt voraus, dass in den Bereichen kein Silo-Denken existiert, die (Bereichs-)Ziele abgestimmt und auf das Erreichen der obersten Unternehmensziele ausgerichtet sind und die Ressourcen entsprechend eingesetzt werden. Das geht weit über den MbO-Prozess „Ziele zu kaskadieren“ hinaus.